# 硕华盲蛇蛉
硕华盲蛇蛉（学名：Sininocellia gigantos），一种分布于中国武夷山脉和南岭山脉的昆虫，是盲蛇蛉科华盲蛇蛉属的模式种。本种是中国昆虫学家杨集昆于1985年描述发表，模式产地为福建武夷山国家级自然保护区。
硕华盲蛇蛉于2023年被收录入《有重要生态、科学、社会价值的陆生野生动物名录》。